# Amini Fonua
Amini Tuitavake Britteon Fonua (Auckland, 14 december 1989) is een Tongaans zwemmer die zich heeft toegelegd op de school- en vlinderslag. Hij nam deel aan drie opeenvolgende edities van de Olympische Spelen (2012, 2016 en 2020) en is de houder van meerdere nationale records.

## Biografie

### Achtergrond
Fonua werd geboren in de Nieuw-Zeelandse stad Auckland als de zoon van een Tongaanse vader en een Britse moeder en beschikt over zowel de Tongaanse als Nieuw-Zeelandse nationaliteit. Hij heeft twee zussen en groeide op in de wijk Ponsonby. Fonua begon met zwemmen bij Roskill Swimming Club en trainde later onder Donna Bouzaid bij West Auckland Aquatics. Na het afronden van zijn Western Spring College in Auckland begon hij in 2008 met zijn studie aan Texas A&M University in de Verenigde Staten waar hij als zwemmer een studiebeurs voor kreeg. Hij behaalde er in 2013 zijn diploma in telecommunicatie en massamedia.
Fonua is openlijk homoseksueel en heeft zich uitgesproken voor de acceptatie van lhbt'ers.

### Carrière
Nadat Fonua mee had gedaan aan de Nieuw-Zeelandse kwalificatiewedstrijden voor de Olympische Spelen van 2008, vertegenwoordigde hij Tonga voor het eerst in 2010. In juni dat jaar deed hij mee aan de Oceanische kampioenschappen in Apia; hij won goud op de 50 meter schoolslag (28,57) en behaalde het brons op zowel de 100 meter schoolslag (1.03,49) als de 50 meter vlinderslag (25,02). In oktober nam hij deel aan de Gemenebestspelen in Delhi waar hij uitkwam op vier afstanden en op de 50 meter schoolslag bereikte hij bovendien de finale waar hij als zevende finishte in 28,69. Het jaar daarop zwom Fonua op de wereldkampioenschappen in Shanghai de 50 en 100 meter schoolslag; bij beide afstanden strandde hij in de series. Bij de Pacifische Spelen in Nouméa won hij zilver op de 50 en 200 meter schoolslag (resp. 29,33 en 2.24,45) en brons op de 100 meter schoolslag (1.05,40). In 2012 prolongeerde hij zijn titel op de 50 meter schoolslag bij de OK in Nouméa met een tijd van 28,80; bij de 50 meter vlinderslag won hij verder het brons in 24,93. Daarnaast was Fonua in Londen de eerste zwemmer die namens Tonga deelnam aan de Olympische Spelen. Hij was de vlaggendrager tijdens de openingsceremonie en kwam in actie op de 100 meter schoolslag waar hij bleef steken in de series.
In 2014 deed Fonua mee aan de WK kortebaan in Doha. Hij zwom zowel de 50 meter school- als vlinderslag, maar wist bij beide afstanden niet voorbij de series te komen. Het jaar daarop won hij drie gouden medailles bij de Pacifische Spelen in Port Moresby door alle afstanden op de schoolslag te winnen. Daarbij zwom hij bovendien drie persoonlijke en nationale records: 28,20 op de 50 meter, 1.02,95 op de 100 meter en 2.20,27 op de 200 meter. Bij de WK in Kazan bleef hij steken in de series. Een jaar later nam Fonua deel aan zijn tweede Spelen in Rio de Janeiro waar hij bij de 100 meter schoolslag als een-na-laatste in de series eindigden. In 2018 en 2019 deed hij mee aan respectievelijk de WK kortebaan in Hangzhou en de WK in Gwangju. Naast individuele nummers zwom hij bij beide toernooien ook voor de Tongaanse gemengde estafetteploeg. Bij zijn derde olympisch optreden in Tokio in 2021 werd Fonua in de series van de 100 meter schoolslag gediskwalificeerd.

## Internationale toernooien
| Jaar | Olympische Spelen   | WK langebaan                                                                                       | WK kortebaan                                                                                     | OK langebaan                                       | Pacifische Spelen                                  | Gemenebestspelen                                                         |
| ---- | ------------------- | -------------------------------------------------------------------------------------------------- | ------------------------------------------------------------------------------------------------ | -------------------------------------------------- | -------------------------------------------------- | ------------------------------------------------------------------------ |
| 2010 |                     | | geen deelname                                                                                    | 50m schoolslag · 100m schoolslag · 50m vlinderslag |                                                    | 44e 50m vrije slag 18e 50m rugslag 7e 50m schoolslag 14e 100m schoolslag |
| 2011 |                     | 25e 50m schoolslag 59e 100m schoolslag                                                             |                                                                                                  |                                                    | 50m schoolslag · 100m schoolslag · 200m schoolslag |                                                                          |
| 2012 | 41e 100m schoolslag | | geen deelname                                                                                    | 50m schoolslag · 50m vlinderslag                   |                                                    |                                                                          |
| 2014 |                     | | 51e 50m schoolslag 60e 50m vlinderslag                                                           | geen deelname                                      |                                                    | geen deelname                                                            |
| 2015 |                     | 55e 100m schoolslag                                                                                |                                                                                                  |                                                    | 50m schoolslag · 100m schoolslag · 200m schoolslag |                                                                          |
| 2016 | 45e 100m schoolslag | | geen deelname                                                                                    | geen deelname                                      |                                                    |                                                                          |
| 2018 |                     | | 53e 50m schoolslag 52e 50m vlinderslag 37e 4x50m vrije slag gemengd 39e 4x50m wisselslag gemengd | geen deelname                                      |                                                    | geen deelname                                                            |
| 2019 |                     | 56e 50m schoolslag 81e 100m schoolslag 34e 4x100m vrije slag gemengd 34e 4x100m wisselslag gemengd |                                                                                                  |                                                    | geen deelname                                      |                                                                          |
| 2021 | DSQ 100m schoolslag | | geen deelname                                                                                    |                                                    |                                                    |                                                                          |

## Persoonlijke records
Bijgewerkt tot en met 22 juli 2022
Kortebaan
| Afstand         | Tijd     | Datum            | Plaats    |
| --------------- | -------- | ---------------- | --------- |
| 50m schoolslag  | 28,35 NR | 6 december 2014  | Doha      |
| 100m schoolslag | 1.03,67  | 14 december 2007 | Waitakere |
| 200m schoolslag | 2.20,41  | 15 december 2007 | Waitakere |
| 50m vlinderslag | 24,50 NR | 14 december 2018 | Hangzhou  |

Langebaan
| Afstand          | Tijd       | Datum          | Plaats       |
| ---------------- | ---------- | -------------- | ------------ |
| 50m rugslag      | 28,07 NR   | 4 oktober 2010 | Delhi        |
| 50m schoolslag   | 28,20 NR   | 8 juli 2015    | Port Moresby |
| 100m schoolslag  | 1.02,95 NR | 6 juli 2015    | Port Moresby |
| 200m schoolslag  | 2.20,27 NR | 9 juli 2015    | Port Moresby |
| 50m vlinderslag  | 24,93      | 29 mei 2012    | Dumbéa       |
| 100m vlinderslag | 1.00,63    | 15 april 2006  | Christchurch |